# شهرستان کالهون (میسیسیپی)
|  |  |  |
|  |  |  |

شهرستان کالهون در شمال ایالت میسیسیپی، واقع در ایالات متحده آمریکا می‌باشد. جمعیت این شهرستان ۱۴٬۹۶۲ نفر (سال ۲۰۱۰) و وسعت آن ۱٬۵۲۳ کیلومتر مربع است. مرکز این شهرستان شهر پیتسبورو می‌باشد.